# Adidas Brazuca

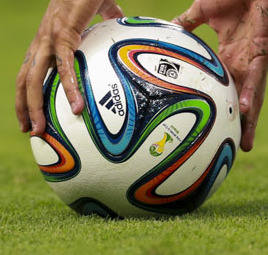
Un Adidas Brazuca

L'Adidas Brazuca è il pallone ufficiale del campionato mondiale di calcio 2014 in Brasile. È stato presentato il 3 dicembre 2013 a Rio de Janeiro, in occasione del sorteggio della fase a gironi della rassegna iridata.

## Design

### Caratteristiche tecniche
Rappresenta una evoluzione dell'Adidas Tango 12, avendo la stessa camera d'aria, ma una differente copertura. Rispetto all'Adidas Jabulani, che lo ha preceduto in Sudafrica nei Mondiali 2010, è stato dichiarato avere un'aerodinamica migliore, per numerosi fisici è anche meglio di molti altri palloni utilizzati ai mondiali. Il pallone pesa 437 grammi e la sua copertura è formata dai sei pannelli (il numero più basso per un pallone del Mondiale) in poliuretano che puntano a far mantenere lo stesso peso e la stessa morbidezza alla palla anche in caso di pioggia. La camera d'aria è fabbricata in lattice naturale così da fornire al pallone il rimbalzo desiderato. Campioni del calibro di Dani Alves, difensore brasiliano, e Iker Casillas, portiere spagnolo, lo hanno definito "fantastico".
|                         | standard approvati FIFA | dati Brazuca           |
| ----------------------- | ----------------------- | ---------------------- |
| Circonferenza           | 68.5–69.5 cm            | 69.0 ± 0.2 cm          |
| Assorbimento dell'acqua | aumento di peso ≤ 10%   | aumento di peso ~ 0.2% |
| Peso                    | 420–445 g               | 437 ± 0.2 g            |
| Test del rimbalzo       | 135-155 cm              | ~ 141 cm               |
| Perdita di pressione    | ≤ 20%                   | ≤ 7%                   |

Nell'Unione Europea il prezzo del pallone ufficiale o originale (si intende quello usato in campo durante il mondiale 2014) è di circa 120 € mentre quello del match ball replica o del top glider è di circa 25/30 €.

### Decorazione e nome
I colori, blu, rosso, nero, verde ed arancione su sfondo bianco richiamano il tradizionale braccialetto dei desideri e lo rendono il pallone più colorato della storia dei Mondiali.
Il nome è stato rivelato il 2 settembre 2012 ed è stato scelto tramite una votazione pubblica proposta dal Comitato Organizzatore e dall'Adidas. I votanti sono stati oltre un milione. Il nome è stato scelto dal 77.8 % dei votanti che lo hanno preferito a Bossa Nova (14.6 %) e Carnavalesca (7.6 %). Il termine Brazuca, formato dalla crasi tra le parole Brasile e bazooka, è usato anche come slang per "brasiliano" ed è diventato famoso all'estero a causa della diaspora brasiliana. Pertanto, dovrebbe descrivere l'orgoglio nazionale dei brasiliani e il loro approccio al calcio.

## Varianti
Il 29 maggio 2014 l'Adidas annunciò che il pallone utilizzato per la finale sarebbe stata una variante denominata Brazuca Final Rio, la quale presentava una colorazione verde, oro e nera.
Come pallone ufficiale della Coppa delle nazioni africane 2015 in Guinea Equatoriale l'Adidas presentò la variante Marhaba. Questa versione era prevalentemente bianca, la cui decorazione, di colore blu con dettagli azzurri, era costituita da una forma ondulata a forma di 8. Varianti cromatiche di questo stesso motivo sono state adottate anche per i palloni della la linea Conext 15. 
Il 12 novembre 2015, alla presenza dell'ex giocatore della nazionale francese Zinedine Zidane, l'Adidas presentò come pallone ufficiale del campionato europeo di calcio 2016 in Francia una variante di Brazuca denominato Beau Jeu, che in francese significa "bel gioco". Il design della decorazione era costituito da parallelogrammi raccolti in triadi, di colore blu con dettagli rossi, i quali erano adornati da lettere e numeri che andavano a comporre la scritta "EURO 2016". Per la fase a eliminazione diretta, invece, venne utilizzata la variante Fracas. Curiosamente, uno di questi palloni è esploso nel corso della partita del girone A tra Svizzera e Francia del 19 giugno a seguito di uno scontro di gioco tra Antoine Griezmann e Valon Behrami. Per i tornei dei giochi della XXXI Olimpiade e della XV Paralimpiade di Rio de Janeiro, l'Adidas propose una variante chiamata Errejota, che presentava lo stesso template di Beau Jeu, ma colorato di verde, nero e oro.
Per la FIFA Confederations Cup 2017 e per il campionato europeo femminile di calcio 2017, invece, venne utilizzata una variante chiamata Krasava, la cui decorazione era collocata al centro dei pannelli.

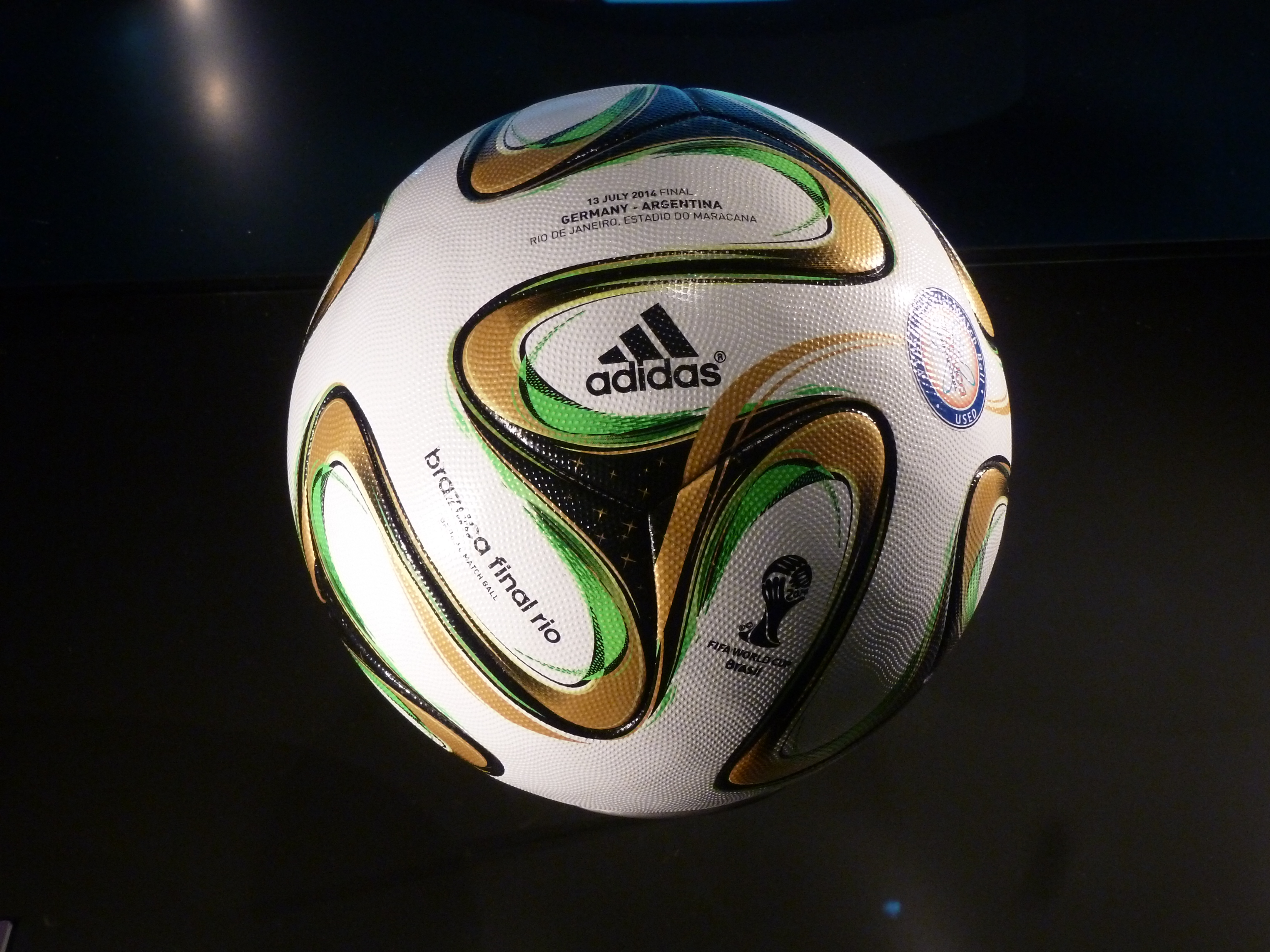
Brazuca Final Rio.
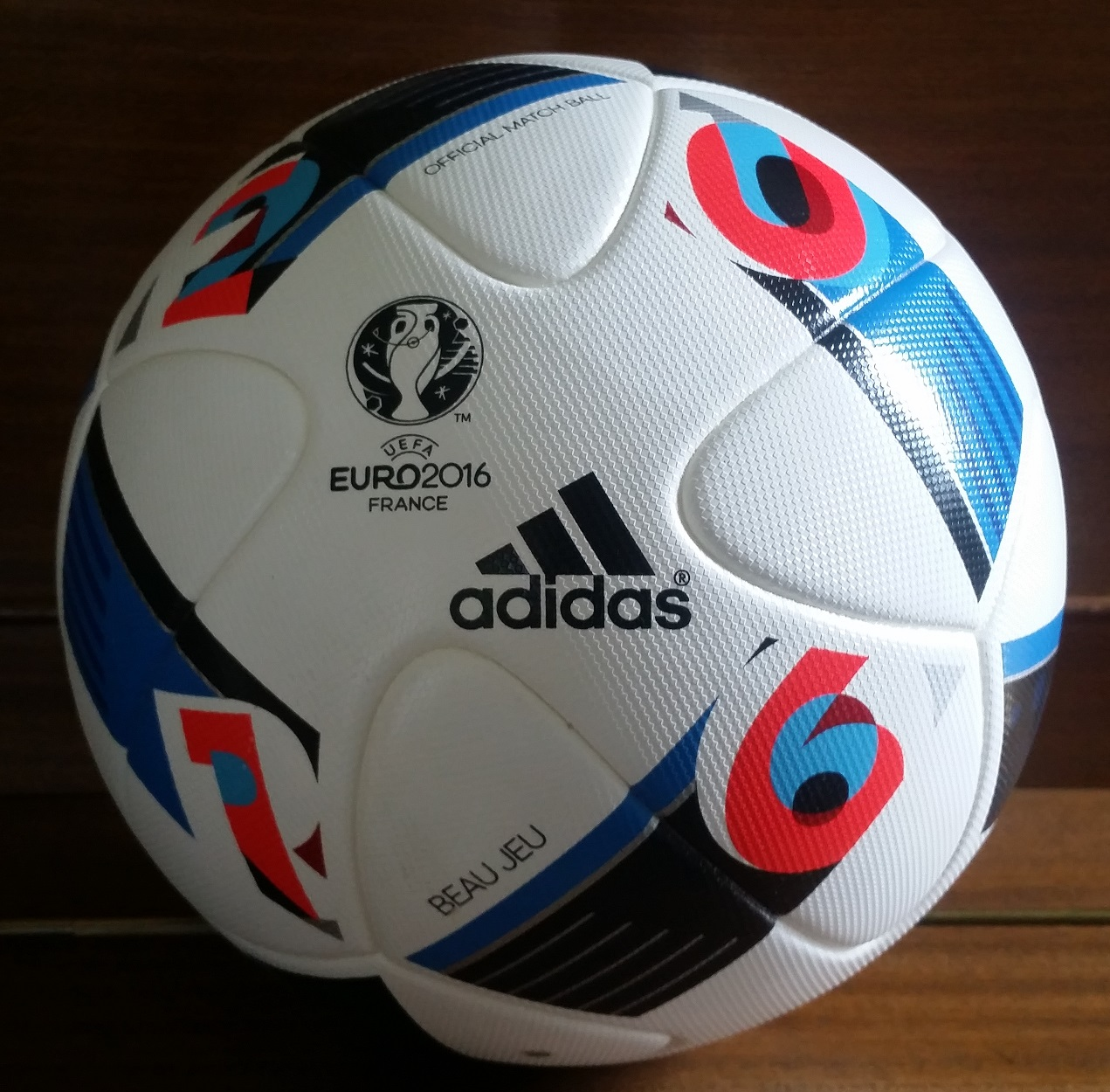
Beau Jeu.
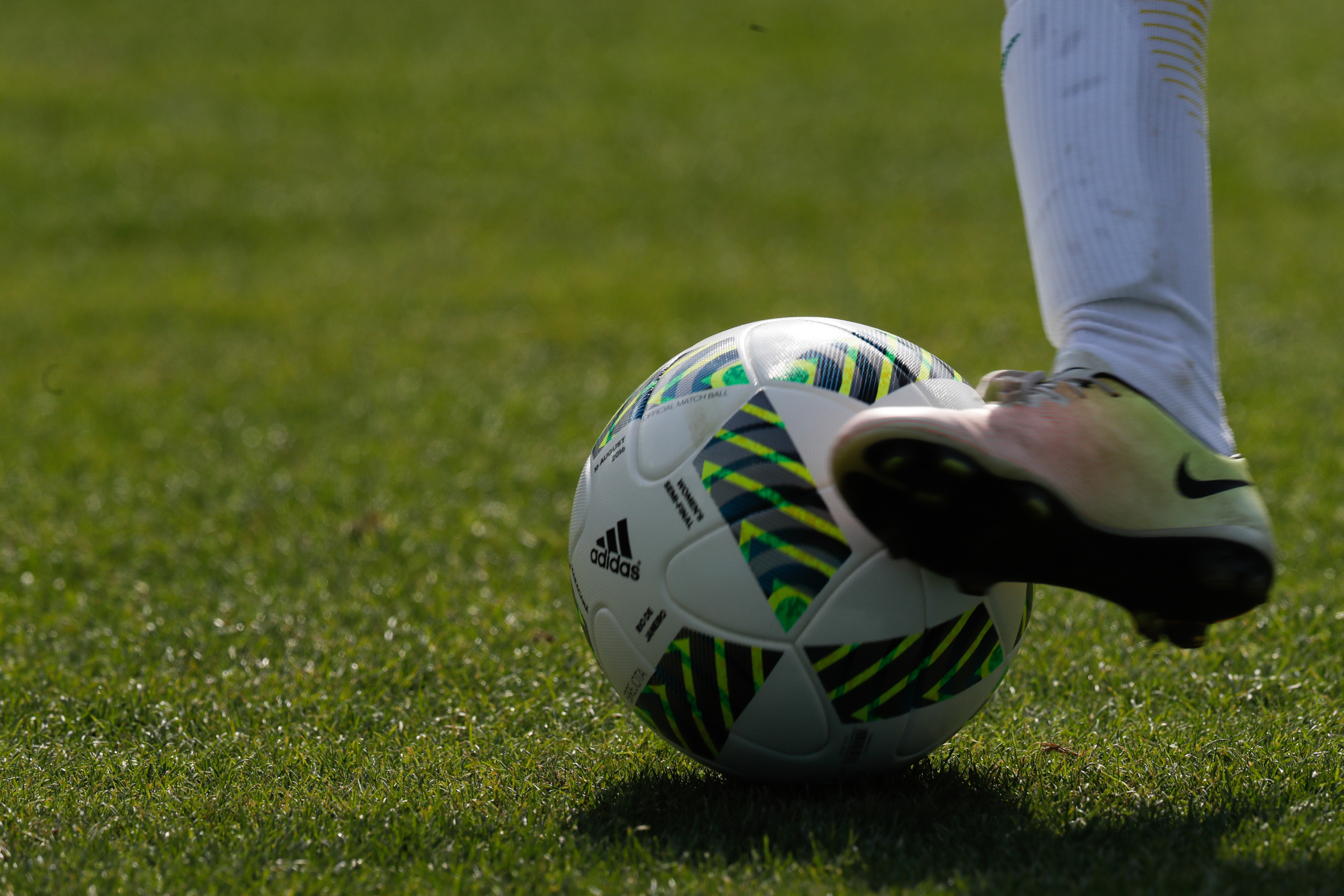
Errejota durante un'azione di gioco.